# سومالی‌لند

سومالی‌لند (به سومالیایی: Soomaaliland؛ به عربی: صومالیلاند) با نام رسمی جمهوری سومالی‌لند، نامی است که قبایل پنج استان شمالی سومالی از ۱۹۹۱ به خود داده و از کشور سومالی اعلام استقلال کرده‌اند. پایتخت سومالی‌لند، هرجیسا است. هنوز هیچ کشوری، سومالی‌لند را به رسمیت نشناخته و در سطح بین‌الملل، تنها به‌عنوان یک منطقه خودمختار از سومالی شناخته می‌شود.
سومالی‌لند در قاره آفریقا، در ساحل جنوبی خلیج عدن قرار دارد. از شمال غربی با جیبوتی، از جنوب و غرب با اتیوپی و از شرق با سومالی همسایه است. قلمرو مورد ادعای آن دارای مساحت ۱۷۶۱۲۰ کیلومتر مربع (۶۸۰۰۰ مایل مربع) است، با تقریباً ۵٫۷ میلیون نفر تا سال ۲۰۲۱. پایتخت و بزرگ‌ترین شهر هارگیسا است. دولت سومالی‌لند خود را جانشین سومالی‌لند بریتانیا می‌داند، که به‌عنوان ایالت مستقل سومالی‌لند، در سال ۱۹۶۰ با قلمرو اعتماد سومالی‌لند (سومالی‌لند ایتالیای سابق) متحد شد تا جمهوری سومالی را تشکیل دهد.